# Klenje (okręg maczwański)
Klenje (cyr. Клење) – wieś w Serbii, w okręgu maczwańskim, w gminie Bogatić. W 2011 roku liczyła 2935 mieszkańców.